# Thysanostemon
Thysanostemon – rodzaj roślin okrytonasiennych z rodziny kluzjowatych. Przedstawiciele rodzaju są gatunkami endemicznymi w Gujanie.
Do rodzaju Thysanostemon zaliczane są dwa gatunki:
- Thysanostemon fanshawei (Maguire Mem. New York Bot. Gard. 10(5): 134)
- Thysanostemon pakaraimae (Maguire Mem. New York Bot. Gard. 10(5): 132)